# Baby (chanson d'Aya Nakamura)
Pour les articles homonymes, voir Baby.
Singles de Aya Nakamura
SMS
(2022)
Clip vidéo
[vidéo] « Baby », sur YouTube
Baby est un single de la chanteuse franco-malienne Aya Nakamura. Il est sorti le 12 janvier 2023 en tant que deuxième single de son quatrième album studio DNK.

## Clip vidéo
Le clip vidéo a été rendu disponible en même temps que la sortie de la chanson.

## Liste des titres
| 1. | Baby | Aya Nakamura | 2:47 |

## Formation
- Aya Nakamura — chant
- Max et Seny — production

## Classements et certification

### Classements hebdomadaires
| Classements (2023)                      | Meilleure position |
| --------------------------------------- | ------------------ |
| Belgique (Wallonie Ultratop 50 Singles) | 8                  |
| France (SNEP)                           | 2                  |
| Luxembourg (Billboard)                  | 15                 |
| Pays-Bas (Single Top 100)               | 14                 |
| Suisse (Schweizer Hitparade)            | 22                 |

### Certification
| Région | Certification | Ventes/Streams |
| --- | ------------- | -------------- |
| France (SNEP)                                                                                             | Diamant       | 50 000 000*    |
| *Ventes selon la certification xNon précisé par la certification ‡ventes/streaming selon la certification |               |                |